# پای‌تورچ
پای تورچ (به انگلیسی PyTorch) یک کتابخانه متن باز یادگیری ماشین برای پایتون براساس تورچ است که برای کاربردهایی مانند پردازش زبان طبیعی استفاده می‌شود. توسعه دهنده اصلی پای تورچ گروه پژوهش هوش مصنوعی فیسبوک است و نرم‌افزار Pyro شرکت اوبر برای برنامه نویسی احتمالاتی روی پای تورچ ساخته شده‌است. امروزه پای‌تورچ از محبوبیت بسیاری به ویژه بین جامعه‌ی دانشگاهی برخوردار است.

## تنسورها
تنسورها یک ساختار داده اصلی در کتابخانه پای تورچ هستند. تنسورها اساساً آرایه های n بعدی هستند که می توانند برای نمایش و دستکاری داده های عددی در پای تورچ استفاده شوند. یکی از ویژگی‌های کلیدی تنسورهای پای تورچ توانایی آن‌ها در انجام خودکار مشتقات جزیی است که به توسعه‌دهندگان اجازه می‌دهد تا گرادیان‌ها را در طول عبور به عقب از یک گراف محاسباتی محاسبه کنند. این ویژگی اجرای الگوریتم‌های یادگیری ماشین را بسیار ساده می‌کند، زیرا نیاز به محاسبه دستی گرادیان‌ها که می‌تواند فرآیندی خسته‌کننده و مستعد خطا باشد را از بین می‌برد. با این حال، بزرگترین تفاوت بین آرایه نام پای و تنسور پای تورچ این است که تنسور پای تورچ می تواند بر روی سی پی یو یا جی پی یو اجرا شود.

## ویژگی‌ها
پای تورچ یک بسته پایتون است که دو ویژگی سطح بالا دارد:
- محاسبات Tensor (مثل نام‌پای) با شتابدهی توسط جی پی یو
- شبکه‌های عصبی عمیق

همین‌طور امکان توسعه پای تورچ با استفاده از نام پای، سای پای و سایتون در مواقع لزوم فراهم است.